# City of Willoughby
City of Willoughby är en kommun i Australien. Den ligger i delstaten New South Wales, i den sydöstra delen av landet, nära delstatshuvudstaden Sydney. Antalet invånare var 74 302 vid folkräkningen 2016. Arean är 22 kvadratkilometer.
Följande samhällen finns i Willoughby:
- Lane Cove North
- Artarmon
- Chatswood
- Castlecrag
- Castle Cove
- Chatswood West